# Jakov Ryl'skij
Jakov Anufrievič Ryl'skij (in russo Яков Ануфриевич Рыльский?; Aleksandrovka, 25 ottobre 1925 – Mosca, 9 dicembre 1999) è stato uno schermidore sovietico, vincitore di una medaglia d'oro ed una di bronzo nella scherma ai giochi olimpici.